# Międzyrzecze Górne

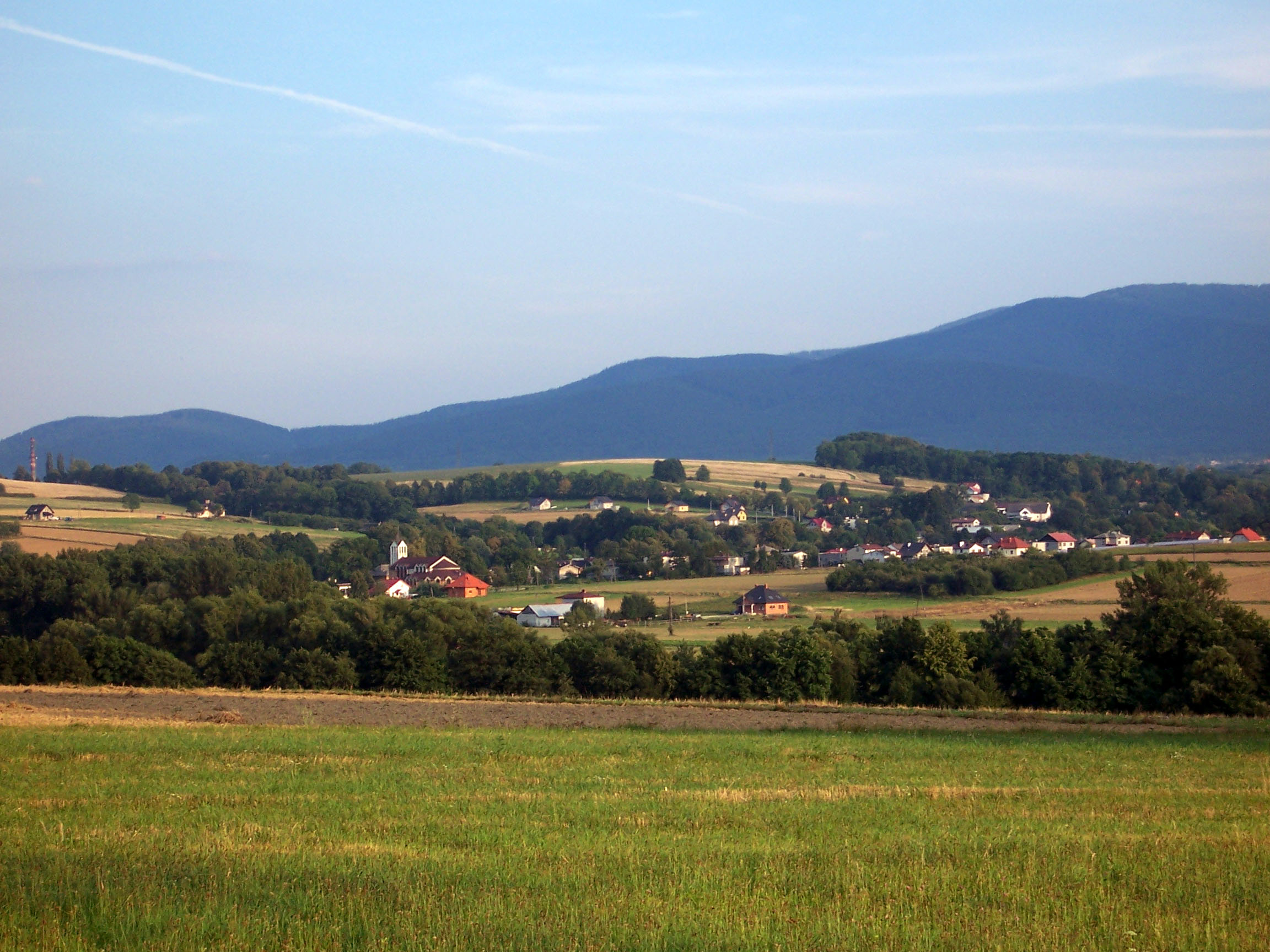
Blick von Międzyrzecze Dolne

Międzyrzecze Górne (früher auch Międzyrzecz, Miedzerzyca, Miedzyrzyce, Międzierzyce; deutsch Ober Kurzwald, ursprünglich Konradswalde) ist eine Ortschaft mit einem Schulzenamt der Gemeinde Jasienica im Powiat Bielski der Woiwodschaft Schlesien in Polen.

## Geographie
Międzyrzecze Górne liegt im Schlesischen Vorgebirge (Pogórze Śląskie), etwa 45 km südlich von Katowice im Powiat (Kreis) Bielsko-Biała.
Das Dorf hat eine Fläche von 1251,3 ha.
Nachbarorte sind die Stadt Bielsko-Biała (Wapienica) im Osten, Jasienica im Süden, Rudzica im Westen, Międzyrzecze Dolne im Norden.

## Geschichte
Das Dorf liegt im Olsagebiet (auch Teschener Schlesien, polnisch Śląsk Cieszyński).
Das Dorf Międzyrzecze wurde circa 1305 im Liber fundationis episcopatus Vratislaviensis (Zehntregister des Bistums Breslau) erstmals urkundlich als Item in Mesisrozha debent esse XL mansi solubiles erwähnt. Der Name bedeutet między rzekami (auf Deutsch zwischen den Flüssen), die Flüsse sind Jasienica und Wapienica.
Politisch gehörte das Dorf ursprünglich zum Herzogtum Teschen, dies bestand ab 1290 in der Zeit des polnischen Partikularismus. Seit 1327 bestand die Lehnsherrschaft des Königreichs Böhmen und seit 1526 gehörte es zur Habsburgermonarchie.
Etwa im zweiten Quartal des 15. Jahrhunderts im Zuge der nächsten Welle der Deutschen Ostsiedlung neben Polen (Slawen) entstand die neue Siedlung. Sie wurde im Peterspfennigregister des Jahres 1447 als Pfarrei Conradsvalde im Teschener Dekanat erwähnt, und im Jahre 1452 als Konradiswalde. Es wurde später als Kurzwald und endgültig Międzyrzecze Górne (deutsch Ober Kurzwald) genannt; davon ist die alte Międzyrzecze zu unterscheiden: Międzyrzecze Dolne (deutsch Nieder Kurzwald).
Nach 1540 erfolgte unter Wenzel III. Adam die Reformation und die Kirche wurde von Lutheranern übernommen. Eine Sonderkommission gab sie am 16. April 1654 an die Katholiken zurück.
Nach der Aufhebung der Patrimonialherrschaften war es ab 1850 eine Gemeinde in Österreichisch-Schlesien, Bezirk und Gerichtsbezirk Bielitz. In den Jahren 1880 bis 1910 stieg die Einwohnerzahl von 1466 im Jahr 1880 auf 1642 im Jahre 1910, es waren überwiegend deutschsprachige (zwischen 62 % im Jahre 1880 und 66,5 % im Jahre 1910), auch polnischsprachige (zwischen 33,5 % im Jahre 1910 und 37,9 % im Jahre 1880). Im Jahre 1910 waren 68,6 % evangelisch, 30 % römisch-katholisch, es gab 23 (1,4 %) Juden. Das Dorf gehörte zur Bielitz-Bialaer Sprachinsel.
Im Jahre 1864 wurde eine lutherische Gemeinde in der Superintendentur A. B. Mähren und Schlesien errichtet.
1920, nach dem Zusammenbruch der k.u.k. Monarchie und dem Ende des Polnisch-Tschechoslowakischen Grenzkriegs, kam Międzyrzecze Górne zu Polen. Unterbrochen wurde dies nur durch die Besetzung Polens durch die Wehrmacht im Zweiten Weltkrieg.
Von 1975 bis 1998 gehörte Międzyrzecze Górne zur Woiwodschaft Bielsko-Biała.

## Religion
Die katholische Pfarrei gehört zum Bistum Bielsko-Żywiec, Dekanat Jasienica. Im Jahre 1993 brannte die alte Holzkirche ab. Sie wurde im 1996 neu erbaut.
Die evangelische Kirche, gebaut im Jahre 1866, gehört zur Diözese Cieszyn.

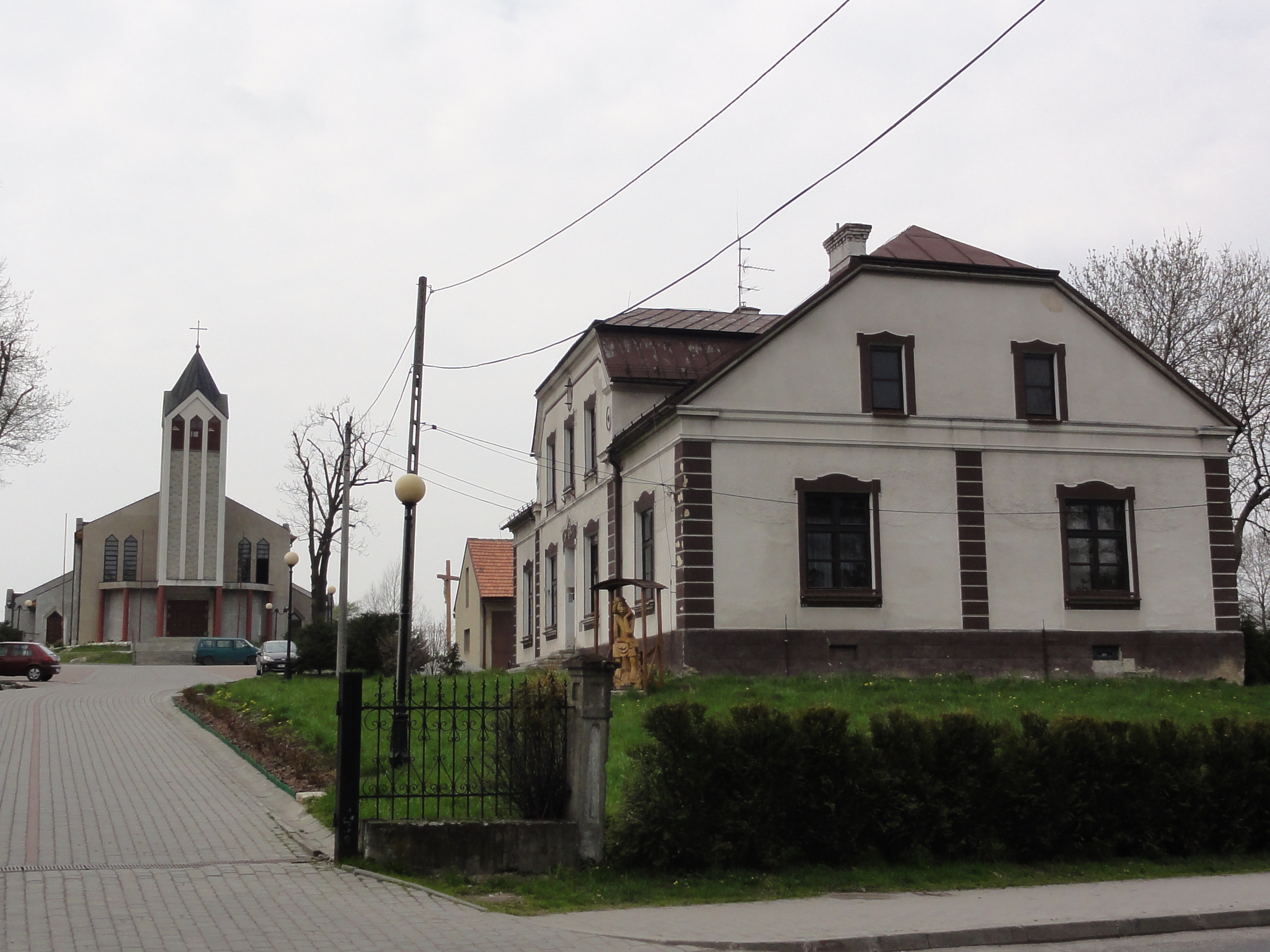
Katholische Kirche
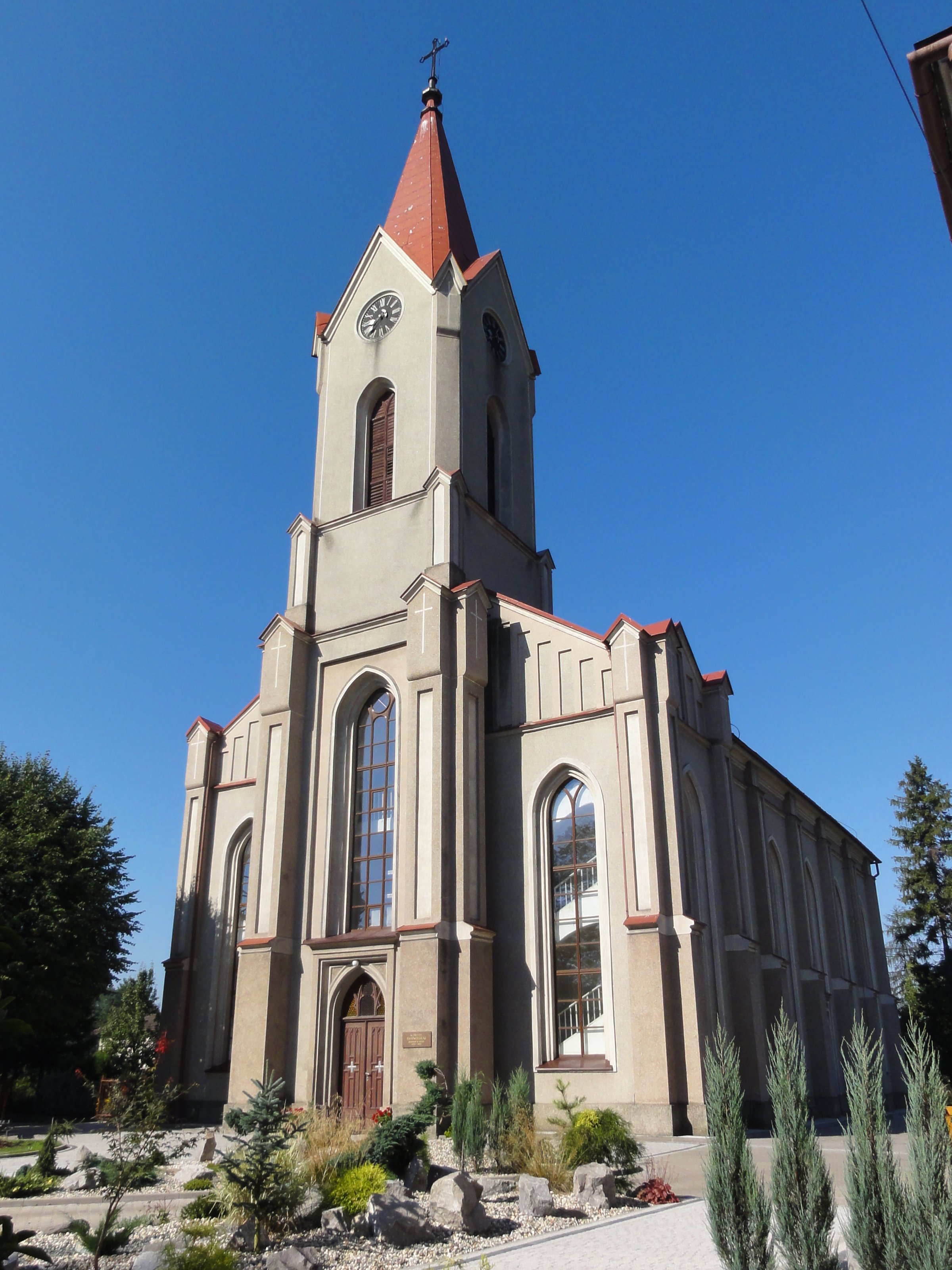
Evangelische Kirche